# Dienis Ułanow
Dienis Ułanow (ros. Денис Уланов; ur. 28 października 1993 w Zyrianowsku) – kazachski sztangista, brązowy medalista igrzysk olimpijskich.

## Kariera
Na igrzyskach olimpijskich w Rio de Janeiro w 2016 roku wywalczył brązowy medal w wadze lekkociężkiej. W zawodach tych wyprzedzili go tylko Irańczyk Kianoush Rostami i Chińczyk Tian Tao. Zdobył ponadto złoty medal w tej samej kategorii wagowej na mistrzostwach Azji w Taszkencie w 2019 roku i brązowy podczas mistrzostw Azji w Ningbo trzy lata później.